# Isoetes elatior
Isoetes elatior là một loài dương xỉ trong họ Isoetaceae. Loài này được A. Braun mô tả khoa học đầu tiên năm 1853.
Danh pháp khoa học của loài này chưa được làm sáng tỏ. 